# Międzynarodowe Centrum Ścigania Zbrodni Agresji Przeciwko Ukrainie
Międzynarodowe Centrum Ścigania Zbrodni Agresji Przeciwko Ukrainie (ang. International Centre for the Prosecution of the Crime of Aggression against Ukraine (ICPA)) – międzynarodowa organizacja, która rozpoczęła swoją działalność 3 lipca 2023 roku w Hadze w budynku Międzynarodowego Trybunału Karnego. Została powołana aby tropić, zbierać dowody, badać i ścigać zbrodnie agresji na Ukrainie. Jest to pierwsza w historii instytucja, która bada zbrodnie wojenne w czasie gdy konflikt zbrojny, którego dotyczy, cały czas trwa.

## Powstanie ICPA
Zbrodnia agresji jest zbrodnią popełnioną przez najwyższe kierownictwo polityczne i wojskowe. Biorąc pod uwagę, że Rosja nie jest stroną Statutu Rzymskiego, Międzynarodowy Trybunał Karny nie może ścigać rosyjskich przywódców za zbrodnię agresji w kontekście wojny Rosji z Ukrainą. Aby umożliwić ściganie osób odpowiedzialnych za tę agresję, w listopadzie 2022 r. Komisja Europejska i Europejska Służba Działań Zewnętrznych przedstawiły dokument analizujący różne warianty zapewnienia pełnej odpowiedzialności za zbrodnie popełnione w kontekście rosyjskiej wojny z Ukrainą, w tym za zbrodnię agresji. ICPA jest pierwszym krokiem w tym procesie mającym na celu zabezpieczenie dowodów i przygotowanie spraw do przyszłych procesów, czy to przed sądami krajowymi, specjalnym trybunałem czy Międzynarodowym Trybunałem Karnym za zbrodnie podlegające jego jurysdykcji.